# Pimachrysa fusca
Pimachrysa fusca är en insektsart som beskrevs av Adams 1967. Pimachrysa fusca ingår i släktet Pimachrysa och familjen guldögonsländor. Inga underarter finns listade i Catalogue of Life.